# Смирнов, Владимир Павлович (строитель)
Влади́мир Па́влович Смирно́в (18 декабря 1932, Малый Шаплак, Йошкар-Олинский район, Марийская автономная область, Горьковский край, РСФСР, СССР — 4 июля 2021, Йошкар-Ола, Россия) — бригадир комплексной бригады каменщиков строительного управления № 3 Марийского строительного треста Министерства сельского строительства РСФСР (1964―1986). Герой Социалистического Труда (1971). Заслуженный строитель Марийской АССР (1968). Кавалер ордена Ленина (1971).

## Биография
Родился 18 декабря 1932 года в деревне Малый Шаплак ныне Медведевского района Марий Эл в марийской крестьянской семье.
В 1950 году окончил школу фабрично-заводского обучения № 4 г. Йошкар-Олы.
С 1950 года — плотник СМУ-1 «Стройтреста» № 116, в 1964—1986 годах  — бригадир комплексной бригады каменщиков СМУ-3 «Марстройтреста» в Йошкар-Оле. В 1970 году его бригада досрочно выполнила 5-летний план, чему способствовала аккордно-премиальная система оплаты труда. Он лично подготовил 25 каменщиков и плотников. В период 8-й пятилетки (1966—1970) его бригада ежегодно становилась победителем социалистического соревнования среди бригад Министерства сельского хозяйства Марийской АССР. В октябре 1971 года она начала кладку 12-этажного здания гостиницы «Йошкар-Ола», возводила другие нетиповые и жилищные строения в марийской столице.
В 1986—1997 годах — бригадир комплексной бригады ПМК-2 в Йошкар-Оле. На пенсию вышел в 1997 году.
В 1968 году удостоен звания «Заслуженный строитель Марийской АССР», а в 1971 году ему присвоено высокое звание «Герой Социалистического Труда». Награждён орденами Ленина, Трудового Красного Знамени, медалями и Почётной грамотой Президиума Верховного Совета Марийской АССР (дважды).
Скончался 4 июля 2021 года в Йошкар-Оле. 

## Трудовые звания и награды
- Герой Социалистического Труда (7 мая 1971)[1][2] ― за выдающиеся производственные успехи в выполнении заданий пятилетнего плана[4]
- Заслуженный строитель Марийской АССР (1968)[1][2][4]
- Орден Ленина (07.05.1971)[1][2][4]
- Орден Трудового Красного Знамени (11.08.1966)[1][2][4]
- Юбилейная медаль «За доблестный труд. В ознаменование 100-летия со дня рождения Владимира Ильича Ленина» (1970)[4]
- Почётная грамота Президиума Верховного Совета Марийской АССР (1965, 1980)[1][2]